# Franz Feierle
Franz Josef Feierle (* 18. März 1861 in Dornbirn; † 10. Februar 1926 ebenda) war ein österreichischer Politiker und Rechtsanwalt. Er war von 1918 bis 1919 Abgeordneter zum Vorarlberger Landtag und von 1910 bis 1924 Stadtrat in Dornbirn.

## Ausbildung und Beruf
Feierle besuchte die Volksschule in Dornbirn und absolvierte danach das Gymnasium in Feldkirch, wo er am 19. Juli 1882 die Matura ablegte. Er erhielt 1882 ein Lorenz-Rhombergsches Stipendium über 150 fl. und begann 1882 ein Studium der Rechtswissenschaften an der Universität Innsbruck. Feierle promovierte am 21. März 1887 in Innsbruck zum Doktor der Rechte. Er praktizierte danach bei Paul Eder in Innsbruck und war von 1896 bis 1926 als Rechtsanwalt in Dornbirn tätig.

## Politik und Funktionen
Feierle war Mitglied der Deutschfreisinnigen Partei (später Großdeutsche Partei) und wurde 1898 in die Gemeindevertretung von Dornbirn gewählt, der er bis zum Jahr 1901 angehörte. Er wurde 1910 Stadtrat in Dornbirn und wirkte in diesem Amt bis 1924. Als Vertreter der Deutschfreisinnigen Partei war er vom 3. November 1918 bis zum 16. Juni 1919 Mitglied der provisorischen Vorarlberger Landesversammlung und während dieser Zeit auch Mitglied im Landesrat.
Er war Mitglied des akademischen Gesangsvereins Skalden in Innsbruck und des Turnvereins Dornbirn. Des Weiteren engagierte er sich als Mitglied des Konstitutionellen Vereins Dornbirn (später Deutschfreiheitlicher Verein Dornbirn) und führte dort von 1897 bis 1899 das Amt des Vorsitzenden. Er war des Weiteren Mitbegründer des Vereins der Vorarlberger in Innsbruck und stand diesem Verein zeitweise als Obmann vor, zudem wirkte er als Ausschussmitglied sowie Obmann der Ortsgruppe Dornbirn des Deutschen Volksvereins für das Land Vorarlberg. Feierle war auch als Mitglied, Mitbegründer und Obmann des Aufsichtsrates der Vorarlberger Buchdruckereigesellschaft aktiv, war Obmann des Vereins Ferienkolonie Dornbirn, Mitglied des Lehrervereins des Landes Vorarlberg und Mitglied der Rechtsanwaltskammer.

## Privates
Franz Feierle war der Sohn des Schlossers Friedrich Feierle (1832–1870) und dessen Gattin Maria Magdalena Albrich (1832–1890), wobei beide Elternteile in Dornbirn geboren wurden. Franz Feierle heiratete am 21. November 1892 in Dornbirn Maria Josefa Völke (1860–1928) und wurde zwischen 1895 und 1896 Vater von drei Kindern.

## Auszeichnungen
- Ehrenmitglied des Vereins der Vorarlberg in Innsbruck